# Trichomasthus subitus
Trichomasthus subitus är en stekelart som beskrevs av Khlopunov 1987. Trichomasthus subitus ingår i släktet Trichomasthus och familjen sköldlussteklar. Inga underarter finns listade i Catalogue of Life.